# Thagria barbata
Thagria barbata är en insektsart som beskrevs av Nielson 1982. Thagria barbata ingår i släktet Thagria och familjen dvärgstritar. Inga underarter finns listade i Catalogue of Life.